# تشم دوغام (عنافجة)
تشم دوغام (بالفارسية: چم‌دغم) هي قرية وتقع في إيران في قسم عنافجة الريفي. يقدر عدد سكانها بـ 106 نسمة بحسب إحصاء 2016.